# Wheeler Peak (New Mexico)
Der Wheeler Peak ist mit einer Höhe von 4011 Metern der höchste Berg im US-Bundesstaat New Mexico. Er ist nach George Montague Wheeler benannt, einem amerikanischen Offizier und Entdecker des späten 19. Jahrhunderts. Zuvor trug Wheeler Peak den Namen Taos Peak nach Taos Pueblo und dem Ort Taos.

## Lage
Der Berg ist Teil der Sangre de Cristo Range, dem südlichsten Gebirgszug der Rocky Mountains, und erhebt sich 20 Kilometer nordöstlich der Ortschaft Taos und etwa 50 Kilometer südlich der Grenze zum benachbarten Colorado. Der nahegelegene Mount Walter ist nur sechs Meter niedriger und hat eine Schartenhöhe von lediglich 25 Metern, weswegen die beiden Gipfel nicht selten miteinander verwechselt werden. Zum Schutz der Wildnis wurde die Wheeler Peak Wilderness Area eingerichtet.

## Fremdenverkehr
Wheeler Peak ist für sein Skigebiet bekannt. 
Es gibt verschiedene Möglichkeiten, den Gipfel zu erreichen. Neben den normalen Wanderwegen führt auch eine direktere Route ans Ziel, die jedoch über lockeren Talus führt und vermehrtes Klettern erfordert. Auf dem Gipfel des Wheeler Peaks befindet sich ein Gipfelbuch.